# Кидрячевский сельсовет
Кидрячевский сельсовет — муниципальное образование в Давлекановском районе Башкортостана.

## История
Согласно «Закону о границах, статусе и административных центрах муниципальных образований в Республике Башкортостан» имеет статус сельского поселения.
В 1960-х годах председателем исполкома Кидрячевского сельсовета была Гайша Мустафиновна Акимбетова. На этом посту уделяла внимание социально-культурному строительству и благоустройству населённых пунктов.

## Население
| 2002  | 2009  | 2010  | 2012  | 2013  | 2014  | 2015  |
| ----- | ----- | ----- | ----- | ----- | ----- | ----- |
| 1181  | ↗1222 | ↗1240 | ↘1197 | ↘1167 | ↘1136 | ↘1100 |
| 2016  | 2017  |       |       |       |       |       |
| ↘1084 | ↘1060 |       |       |       |       |       |

## Состав сельского поселения
| № | Населённый пункт | Тип населённого пункта       | Население |
| - | ---------------- | ---------------------------- | --------- |
| 1 | Кидрячево        | село, административный центр | ↗487      |
| 2 | Чапаево          | село                         | ↗444      |
| 3 | Бурангулово      | село                         | ↗309      |